# Russian Dolls
Russian Dolls è un EP del gruppo musicale new wave italiano Frigidaire Tango, autoprodotto e pubblicato nel 1983.

## Il disco
Le due tracce del lato A, Recall e Vanity Fair, sono state registrate in studio. L'unica traccia del lato B, Russian Dolls, è stata invece registrata dal vivo durante una delle tournée del gruppo.

## Tracce
Lato A
1. Recall – 7:05
2. Vanity Fair – 4:03

Durata totale: 11:08
Lato B
1. Russian Dolls – 9:28

Durata totale: 9:28

## Formazione
- Charlie Cazale - voce
- J.M. Le Baptiste - batteria
- Steve Dal Col - chitarra
- Mark Brenda - tastiere
- Dave Nigger - basso
- Frank Tourak - tastiere